# Open Graves
Pour plus de détails, voir Fiche technique et Distribution.
Open Graves est un film d'horreur réalisé par Álvaro de Armiñán et sorti en 2009 aux États-Unis. Le film a été tourné en Espagne. 

## Synopsis
Un groupe d’étudiants espagnols, tous surfeurs, jouent à un mystérieux jeu de société (offert par un inconnu)  appelé le Mamba. Mais ces derniers sont loin de se douter qu’il est maléfique et qu’il possède des pouvoirs démoniaques. La règle affirme que le vainqueur pourra faire un vœu qui se réalisera. Mais ces jeunes ne prennent pas au sérieux cette règle. Chaque fois qu’une personne perd, elle meurt dans d’extrêmes souffrances. Le seul survivant essaye de relancer les dés une dernière fois afin de sauver ses amis. Peut-être au risque de sa vie.

## Fiche technique
- Titre original : Mamba
- Titre américain : Open Graves
- Titre français : Jeu Fatal
- Titre espagnol: Tumbas abiertas
- Titre promotionnel anglophone : Open Graves
- Réalisation : Álvaro de Armiñán
- Scénario : Bruce A Taylor, Roderick Taylor
- Direction artistique : Álvaro de Armiñán
- Costumes : Usue Pena
- Montage : Josu Inchaustegui
- Musique : Fernando Orti Salvador
- Casting : Mike Vogel, Eliza Dushku, Ethan Rains, Lindsay Caroline Robba, Gary Piquer, Alex O’Dogherty et Boris Martinez
- Production : Juanma Pagazaurtundua, Alvaro Torrellas
- Producteurs délégués :  Antonio Cuadri, Billy Dietrich, Juan Carlos Orihuela, Bruce A. Taylor, Roderick Taylor, Fernando Orti, Edward Llorente, Joxe Portela, Dale Rosenbloom
- Sociétés de production : Alchemedia Films / Manufacturas Audiovisuales / Open Pictures
- Association avec: Txarly Llorente
- Société de distribution : Lightning Home Entertainment
- Budget : 6,500,000 de dollars
- Pays d'origine :  États-Unis, Espagne
- Langues originales : anglais, espagnol
- Format : DVD
- Genre : Thriller, épouvante, horreur
- Durée : 88  minutes
- Dates de sortie :
  - Japon : 7 Novembre 2009
  - France : 7 septembre 2009

## Distribution

### Principaux
- Mike Vogel : Jason
- Eliza Dushku : Erica
- Ethan Rains : Tomàs
- Lindsay Caroline Robba : Lisa
- Gary Piquer : Detective Izar
- Alex O’Dogherty : Malek
- Boris Martinez : Pablo

### Secondaires
- Ander Pardo : Miguel
- Lilliam Kouri : Nabibi
- Paul Zubillaba : Détective
- Enrique Zaldua :  Policier
- Juan Viadas : Prêtre
- Maite Murillo : Infirmière
- Martxelo Rubio : Médecin
- Arturo Garcio Otaduy : Police scientifique
- Eva Nilsen : Police scientifique
- Arantxa López : Fille 1
- Unate Aguirre :  Fille 3
- Wendy Kay : Surfeur
- Jose Casasús : Jeune marié

## Production

### Tournage
Le réalisateur et l'équipe de tournage filment majoritairement en Espagne. Parmi les différents lieux espagnols nous trouvons Sopelana, Getxo, Mundaka et Vizcaya, Pays Basque ou encore Madrid.

### Promotion
La bande annonce originale sortie le 31 août 2009 est vue plus de 7000 fois. 

## Accueil

### Accueil critique
Sur le site AlloCiné, le film reçoit des critiques mitigées des spectateurs avec une moyenne de 2/5 pour 60 notes dont 14 critiques.